# Batalla de Saint-Cast
La Batalla de Saint Cast fue un combate militar durante la Guerra de los Siete Años en la costa francesa entre las fuerzas expedicionarias navales y terrestres británicas y las fuerzas de defensa costeras francesas. Se libró el 11 de septiembre de 1758, fue ganada por los franceses.
Durante la Guerra de los Siete Años, Gran Bretaña montó numerosas expediciones anfibias contra Francia y las posesiones francesas en todo el mundo. En 1758 se realizaron varias expediciones, luego llamadas «Descensos», contra la costa norte de Francia. Los objetivos militares de los «descensos» fueron capturar y destruir los puertos franceses, desviar las fuerzas terrestres francesas de Alemania, reprimir a los corsarios y sembrar el pánico y la confusión en Francia. La batalla de Saint Cast fue el compromiso final de un descenso en vigor que terminó en desastre para los británicos.

## Antecedentes
La expedición contenía considerables fuerzas navales y terrestres. Las fuerzas navales eran dos escuadrones que consistían en 22 naves de línea del almirante Anson con 9 fragatas tripuladas por 15 500 hombres y uno de línea con 64 cañones del comodoro Howe, cuatro de 50 cañones, diez fragatas, cinco balandras, dos carros de bomberos, dos queches de bombas, 6000 marineros, 6000 infantes de marina, 100 transportes, 20 licitaciones, 10 almacenes y 10 cortadores con tripulaciones que suman unos 5000 marineros. Las fuerzas terrestres eran cuatro brigadas de infantería compuestas por la Brigada de Guardias de Granaderos, que estaba formada por el «Primer batallón de Guardias de Granaderos» , «Guardias de Coldstream» y «Guardias escoceses del a pie» y tres brigadas de compuestos por la 5.ª compañía de los «Northumberland Fusiliers» , la 24ª de los «South Wales Borderers» , la 30ªde los «(Cambridgeshire) Regiment of Foot» , la 33 del «Duke of Wellington's Regiment», «34th (Cumberland) Regiment of Foot» , la 36.ª de «(Herefordshire) Regiment of Foot», la 38.ª de «(1st Staffordshire) Regiment of Foot», 67.º, 68.º y 72.º, regimientos de a pie así como un tren de artillería de 60 cañones con 400 artilleros y algunos cientos de artillería ligera de Dragones, además de 10 000 soldados.

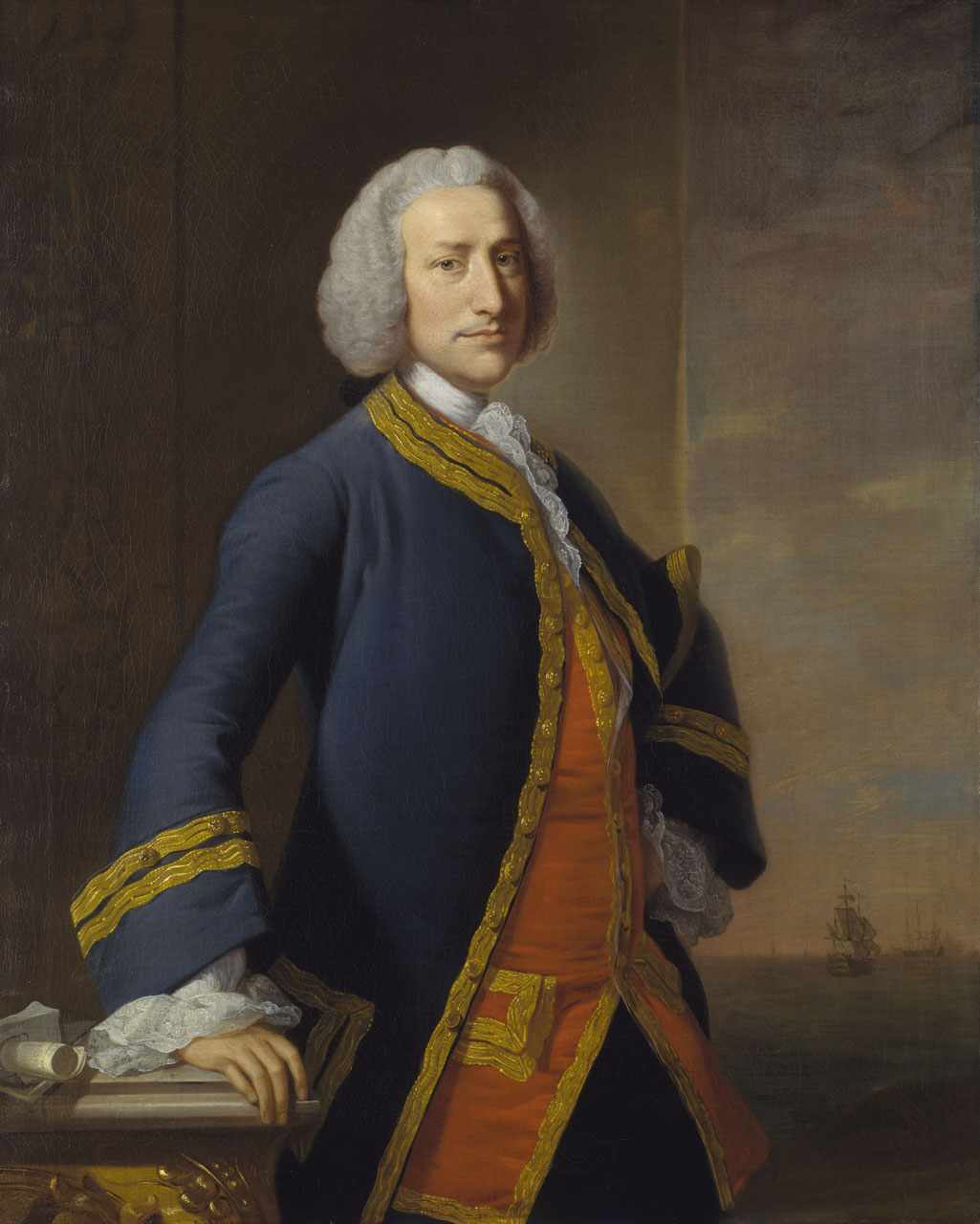
Almirante Lord Anson

Las fuerzas navales de Gran Bretaña estaban bajo el mando del almirante Lord Anson, secundado por el comodoro Howe. Las fuerzas terrestres de Gran Bretaña fueron comandadas por el teniente general Thomas Bligh. Contra esto, los franceses tenían numerosas tropas de la guarnición y milicias diseminadas a lo largo de la costa norte de Francia que tendrían que concentrarse en el lugar donde desembarcasen los británicos.
Inicialmente, la expedición tuvo un éxito considerable ya que capturó el puerto de Cherburgo. Los británicos destruyeron el puerto, los muelles y las naves que albergaban y se llevándose o destruyeron gran cantidad de materiales y bienes de guerra.[14]
Las tropas francesas de diversos lugares comenzaron a moverse hacia Cherburgo y la expedición británica se reagrupó para lanzarse contra Saint-Malo el 5 de septiembre pero se encontró con que se defendió muy bien. El clima se volvió contra los británicos y se decidió que sería más seguro volver a embarcar las fuerzas terrestres más al oeste en la bahía de Saint Cast, cerca de la pequeña localidad de Saint Cast y de las ciudades de Le Guildo y Matignon. La flota navegó mientras el ejército marchaba por tierra el 7 de septiembre y participó en escaramuzas los días 7, 8 y 9. El 10 de septiembre, los guardias de Coldstream fueron enviados a Saint Cast para recoger provisiones y enviarlas de vuelta al ejército. El teniente general Bligh con el ejército acampó en Matignon a unos 3 kilómetros de Saint Cast. [15]
Durante este tiempo Manuel Armando de Vignerot du Plessis, duque de Aiguillon, comandante militar de Bretaña, había reunido alrededor de 12 [16] batallones de infantería de línea regular incluidos los Regimientos del Real Vaisseaux, Volontaire Étranger, Bourbon, Bresse, Quercy, Penthièvre y Marmande de la guarnición de Saint Malo y una brigada de los Regimientos de Fontenay-le-Comte, Brie y Boulonnais, seis escuadrones de caballería, algunas compañías de milicia costera y varias baterías de artillería. El ejército francés, que ascendía a 8000 o 9000 hombres, bajo el mando del marqués d'Aubigné, marchó rápidamente sobre Saint Cast desde Brest por Lamballe y desde la ciudad de Dinan. [17]

## La batalla
Bligh levantó el campamento a las 3 de la mañana del día 11 y llegó a la playa de Saint Cast antes de las 9 pero el embarque fue muy lento. Los transportes se mantuvieron cerca de la costa y los barcos de desembarco de fondo plano que solían transportar a unos 70 hombres cada uno[18] fueron empleados inicialmente para cargar suministros, artillería, ganado y caballos.[19] Casi ningún soldado se había embarcado cuando aparecieron los franceses y comenzó un cañoneo en la playa.[20]

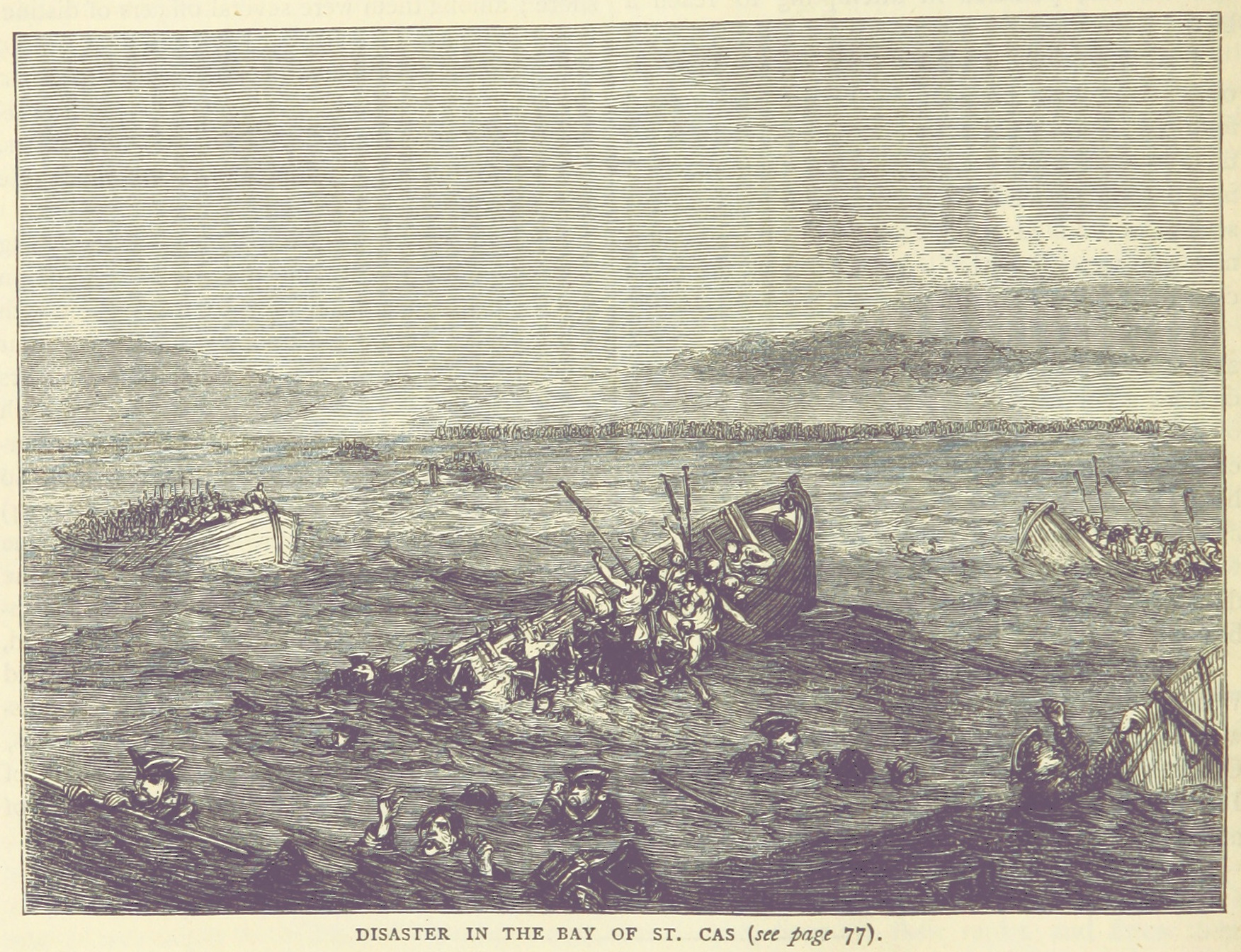
Hundimiento de una lancha de desembarco y retirada británica

Bligh había formado la primera compañía de los «Guardias de a pie» y las compañías de granaderos de los regimientos de línea en una retaguardia de unos 1500 hombres [21] bajo el mando del comandante de la Brigada de la Guardia, el mayor general Dury, para cubrir la retirada del ejército detrás de algunos dunas a lo largo de la playa. Una gran cantidad de confusión y pánico se estableció entre los británicos en la prisa por salir de la playa. [22]Las fuerzas francesas se desplazaron por un camino cubierto hasta la playa y desplegaron tres brigadas en línea con una cuarta en reserva. Las cinco fragatas y los quechemas de bombas intentaron cubrir el embarque británico y su fuego desordenado y volvieron a la línea francesa por un tiempo. Las baterías de artillería francesas estaban bien posicionadas en un terreno más alto al mando de la playa y la bahía. Intercambiaron disparos con los barcos de la flota y hundieron tres barcos de desembarco llenos de soldados [23]; otros barcos de desembarco fueron dañados en la playa.[24] [25]
Cuando las tropas británicas que permanecían en tierra eran unos 3000, los franceses se les acercaron. Bajo el fuego de la flota británica, los franceses avanzaron contra la posición final británica dirigida por un batallón de 300 hombres de compañías combinadas de granaderos [26]en una «carga a la bayoneta calada» por el Marqués de Cussi y el comandante Montaigu. La retaguardia, bajo el mando de Dury, intentó un contraataque en el que resultó fatalmente herido y los 1.er Foot Guards y los granaderos se quebraron y huyeron[27] al mar, con 800 muertos y más de 700 prisioneros. [28] La infantería francesa persiguió a los rezagados en aguas hasta la cintura hasta que la flota cesó el fuego; en ese momento atendieron a los heridos británicos que fueron cerca de 300 bajas. [29]

## Consecuencias
Mientras que los británicos continuaron con las expediciones contra las colonias francesas y las islas más allá del alcance de las fuerzas terrestres francesas, este fue el último intento de una expedición anfibia contra la costa de Francia durante la Guerra de los Siete Años. El fiasco del descenso en Saint Cast ayudó a convencer al primer ministro británico Pitt para que enviara ayuda militar y tropas para luchar contra Fernando y Federico el Grande en el continente europeo. [30] El potencial gasto para otro desastre y el gasto total de las expediciones de este tamaño se consideró que superan la ganancia temporal de los ataques. [31]

## Lectura adicional
- El diario de un soldado que contiene una descripción particular de los varios descensos en la costa de Francia es la última guerra; con una cuenta entretenida de las islas de Guadaloupe Dominique, & c. y también de las islas de Wight y Jersey. A los cuales se anexan, Observaciones sobre el estado actual del ejército de Gran Bretaña. , Londres, Impreso para E. y C. Dilly, 1770. Cuenta de primera mano escrita por un privado de la 68. ° Pie.
- Una narración genuina de la empresa contra las tiendas y el envío en St. Maloes, a partir de las cartas de una persona de distinción en el servicio ... Londres, Impreso para J. Staples, 1758.
- Una cuenta auténtica de nuestro último intento en la costa de Francia, por un oficial que escapó milagrosamente de ser cortado en pedazos, nadando a un barco a una distancia considerable de la costa. , Londres, 1758. Conteniendo dos cuentas de primera mano de la batalla.
- Una narración imparcial de la última expedición a la costa de Francia por un testigo ocular. Londres, 1758.
- Revue anglo-française , Tome Quatrième, Poitiers, 1836.
- Crucible of War , Anderson, Fred. Nueva York, 2000, p. 303. ISBN 0-375-40642-5 .
- Historia de Inglaterra, La Revolución, Muerte de Jorge II. Diseñado como una continuación de Sr., la historia de Hume. T, Smollett, MD Vol. III, Londres, 1848.
- Origen y servicios de la Guardia Coldstream, Daniel Mackinnon. Londres 1883, Vol.I.
- Origen e Historia de la Primera o Guardia de Granaderos, Teniente General FWHamilton, Londres, 1874, vol. II.
- Memorias navales y militares de Gran Bretaña, de 1727 a 1783, Vol II y vol. III, Apéndice, Londres, 1804, Robert Beatson.
- Una historia del ejército británico, Fortescue JW, MacMillan, Londres, 1899, vol. II.
- La Guerra de los Siete Años, Daniel Marsten, Osprey, Oxford, 2001, ISBN 1-84176-191-5
- La experiencia militar en la era de la razón, Duffy, Christopher, 1998, Wordsworth Editions Ltd., Hertfordshire, ISBN 1-85326-690-6
- Historia del Real Regimiento de Artillería, Duncan, Mayor Francis, Londres, 1879, vol. 1.
- La vida de George, Lord Anson, Barrow, Sir John, Londres, 1889.

- Datos: Q2889853
- Multimedia: Battle of Saint Cast / Q2889853